# Belejringen af Chania
Belejringen af Chania var en militær konflikt mellem det osmanniske rige og venetianerne.
Byen Chania blev angrebet af en stor osmannisk flåde under Yussuf Pasha i sommeren 1645. Efter en belejring på 57 dage kapitulerede venetianerne.
Angrebet var en del af Kretakrigen (1645–1669) (en) der var den samlede erobring af Kreta, som blev foretaget af det osmanniske rige over de 3 efterfølgende årtier.